# Mesta Peak
Mesta Peak är en bergstopp i Antarktis. Den ligger i Sydshetlandsöarna. Argentina, Chile och Storbritannien gör anspråk på området. Toppen på Mesta Peak är 1 meter över havet.
Terrängen runt Mesta Peak är huvudsakligen kuperad, men norrut är den platt. Havet är nära Mesta Peak österut. Trakten är glest befolkad. Närmaste befolkade plats är Maldonado Station, 19,6 kilometer norr om Mesta Peak. 